# Nikkorex
Le Nikkorex est un appareil photographique reflex mono-objectif fabriqué par la société Nikon.